# Установка фракціонування Лонг-Айленд
Установка фракціонування Лонг-Айленд — складова частина нафтогазової інфраструктури Австралії.
Введений в дію у 1969 році газопереробний завод Лонгфорд вилучає суміш гомологів метану — зріджених вуглеводневих газів. Їх видачу організували по трубопроводу до майданчику в Лонг-Айленді (південно-східні околиці мельбурнської агломерації), де розмістили установку фракціонування, що розділяє суміш на етан, пропан та бутан. Розділення відбувається на трьох технологічних лініях.
Для видачі етану проклали спеціалізований трубопровід Лонг-Айленд — Алтона, який транспортує ресурс для піролізного виробництва. Втім, на початку 2020-х почали виникати ситуації, коли нафтохімічний завод в Алтоні не міг спожити всі обсяги етану, що негативно впливало на технологічний ланцюжок франкціонатора (та змусило вносити зімни в роботу ГПЗ Лонгфорд). Для вирішення цієї проблеми в 2024-му в Лонг-Айленді ввели в дію власну електростанцію із трьох встановлених на роботу у відкритому циклі газових турбін Solar Titan 130 загальною потужністю 40 МВт, які споживатимуть надлишки етану.
Пропан і бутан можуть вивозити через належний до комплексу портовий термінал (також призначався для перевалки нафти, яку отримували по окремому трубопроводу Лонгфорд — Лонг-Айленд), через трубопровід до Данденонгу (у східній частині Мельбурну) або автотранспортом.
Для зберігання пропану та бутану комплекс отримав 26 резервуарів.